# Nudansk Ordbog
Nudansk Ordbog (NDO) er en ordbog over nutidigt dansk sprog, som blev udgivet af Politikens Forlag i perioden 1953-2010. Efter 2010 udkommer ordbogen ikke mere på tryk, men en online-udgave bliver vedligeholdt.

## Historie
Med sin to-binds-størrelse, som har været bibeholdt i alle papirudgaverne, indskriver bogen sig som den tredje i en række af mellemstore danskordbøger efter de to forgængere Christian Molbechs Dansk Ordbog (1833, 1859) og Dahl og Hammers Dansk Ordbog for Folket (1914).
Nudansk Ordbog (NDO) var ligesom det tidligere kæmpeværk Ordbog over det danske Sprog (ODS) filologen Lis Jacobsens idé. Første udgave af NDO kom i 1953 med Lis Jacobsen som ledende redaktør. Tanken var at skabe en let tilgængelig moderne dansk ordbog. ODS (1919-1956) nærmede sig afslutningen, og der var en glimrende mulighed for at vælge fra denne store ordbogs 28 bind, hvad der skulle med i den nye ordbogs to. Udarbejdelsen af den første udgave tog tre år fra planlægning til udgivelse. De to bind blev på i alt 1.050 sider, der indeholdt i alt 40.000 opslagsord med oplysning om bl.a. bøjning, oprindelse og betydning. Som noget særligt i forhold til andre ordbøger blev der indlemmet et stort navnestof i ordbogen med stednavne og personnavne, både fornavne og slægtsnavne. Desuden indoptog værket i større omfang end tidligere ordbøger fremmedord på linje med "danske" ord. Derudover indeholdt ordbogen et afsnit om retskrivningsregler og en sproghistorisk oversigt.

## Titlen
Ordet nudansk var ikke udbredt før 1953, og lanceringen af ordbogen var samtidig en lancering af selve ordet, der hermed vandt frem som betegnelse for moderne dansk, som det tales i dag - hvormed ofte menes dansk efter 1920 (evt. i samme betydning som nydansk). Ordet har dog også eksisteret før denne dato. Lis Jacobsen har således brugt det i sektionsoverskriften "Nydansk og nudansk" i bogen Dansk Sprog fra 1927.

## Modtagelse
Ordbogen blev en gevaldig succes. I de godt 50 år fra førsteudgaven til den sidste papirudgave i 2010 udkom bogen i alt i 20 forskellige primærudgaver suppleret med forskellige specialudgaver og digitale versioner. Ordbogen regnes for den mest anvendte mindre danske ordbog efter Retskrivningsordbogen.

## Online-udgave
Efter 2010-udgivelsen var det ikke længere rentabelt for Politikens Forlag at fortsætte udgivelsen af nye papir-udgaver; forlaget indgik en aftale med virksomheden Ordbogen.com, der siden har tilbudt en opdateret online-udgave af Nudansk Ordbog, som er tilgængelig med en abonnementsaftale.